# Skotnicki-Kapelle
Die Skotnicki-Kapelle (auch Skarszewski-Kapelle) ist eine der 19 Kapellen, die die Krakauer Kathedrale umgeben. Sie steht unter dem Patrozinium des Heiligen Lorenz und befindet sich im nördlichen Chorumgang.

## Geschichte

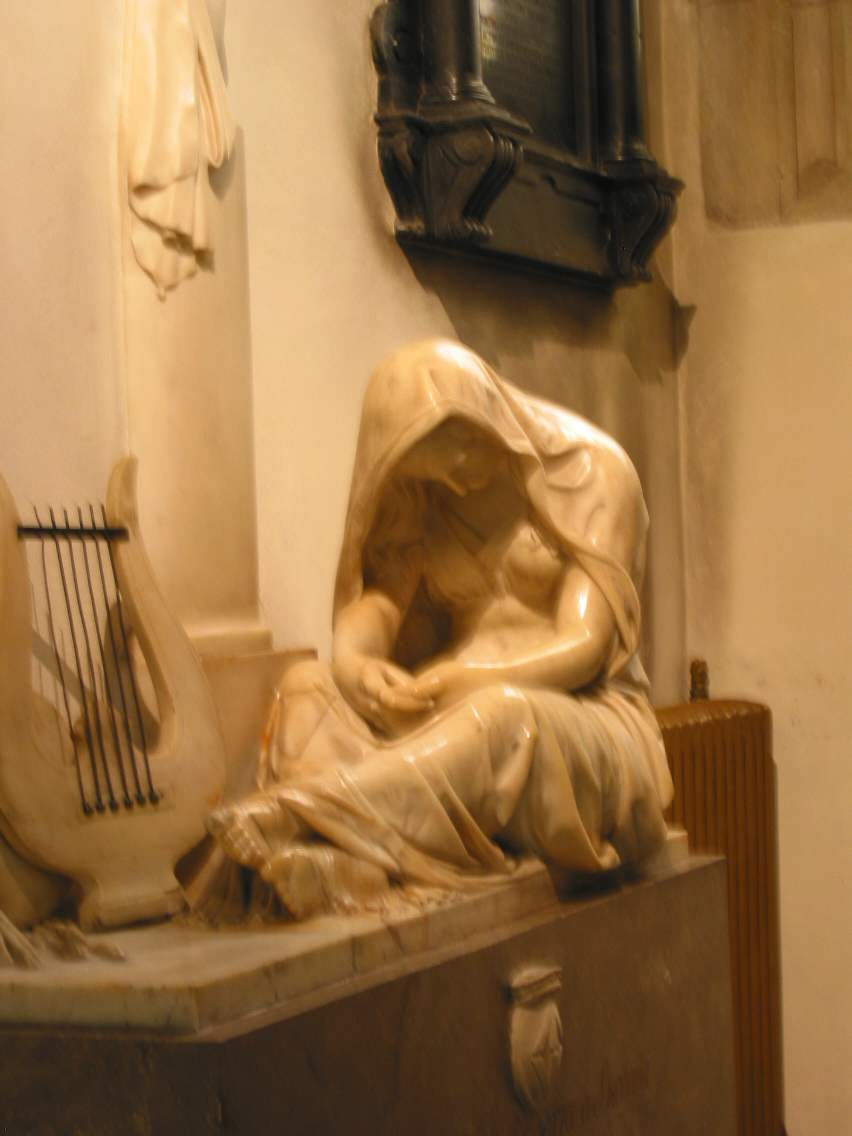
Grabmal Michał Bogoria Skotnickis

Die gotische Kapelle wurde 1339 für Erzbischof Jarosław Bogoria Skotnicki errichtet. Im Jahr 1540 schuf Jörg Algajer aus Ulm eine Renaissance-Grabplatte für den Kanoniker Stanisław Rożnowski. Die Kapelle wurde in den Jahren 1623 bis 1625 im frühbarocken Stil ausgebaut und ein Epitaph für Stifter des Umbaus Scholaster Stanisław Skarszewski angebracht. Der frühbarocke Altar stammt aus dem Jahr 1636 und der Rokoko-Altar von Francesco Placidi aus dem Jahr 1761. Das Altarbild für letzteren schuf Walenty Janowski. Das klassizistische Grabmal Michał Bogoria Skotnickis schuf 1811 Stefano Ricci.

## Krypta
In der Kapelle wurde bestattet:
- Erzbischof Jarosław Bogoria Skotnicki
- Kanoniker Stanisław Rożnowski
- Scholaster Stanisław Skarszewski
- Michał Bogoria Skotnicki

## Quelle
- Michał Rożek: Krakowska katedra na Wawelu. Wydawnictwo św. Stanisława BM Archidiecezji Krakowskiej, Kraków 1989